# Achim von Borries
Achim von Borries (Monaco di Baviera, 13 novembre 1968) è un regista e sceneggiatore tedesco.

## Filmografia parziale

### Regista
- England! (2000)
- Was nützt die Liebe in Gedanken (2004)
- 4 Tage im Mai (2011)
- Alaska Johansson - film TV (2013)
- Tatort - serie TV, 2 episodi (2010, 2013)
- Babylon Berlin - serie TV, 40 episodi (2017-2022)

### Sceneggiatore
- England! (2000)
- Good Bye, Lenin! (2003) - collaborazione
- Was nützt die Liebe in Gedanken (2004)
- Tiffany e i tre briganti (Die drei Räuber) (2007)
- Mullewapp (2009)
- Maga Martina 2 - Viaggio in India (Hexe Lilli: Die Reise nach Mandolan) (2011)
- 4 Tage im Mai (2011)
- Sechzehneichen - film TV (2012)
- Lettere da Berlino (Alone in Berlin) (2016)
- Babylon Berlin - serie TV, 40 episodi (2017-2022)